# 電子デバイス
電子デバイス（でんしデバイス、英: electronic device)とは、回路内の電子や荷電粒子の流れを制御することで動作する装置のこと。たとえば抵抗器、インダクタ、キャパシタ、ダイオード、スイッチ、トランジスタ、集積回路などを相互接続してそれを実現する。

## 概要
いわゆるエレクトロニクスの技術（電子工学的な技術）を主に用いたデバイス（装置）のことである。
電子デバイスは電子部品を用いて作られるが、個々の電子部品自体も電子デバイスと見なされることがある。

### 電子デバイスの例
- 半導体素子や電子管を用いた増幅回路
- 論理回路の集積回路
- 記憶回路の集積回路
- マイクロプロセッサ
- プロセッサ類
- フラッシュメモリ（SDメモリーカード、SSD）
- アナログ集積回路
- 液晶パネル、液晶を用いた装置
- CMOSイメージセンサ
- 半導体レーザー装置

## 近年の産業界における電子デバイス
「電子デバイス」という用語が主に何を指すかは時代とともに変遷してきているが、産業タイムズ社社長の泉谷渉によると近年の（2019年時点の、日本の）産業界で「電子デバイス」と呼ばれているものは、大きく分けると、半導体 / 電子ディスプレー / "一般電子部品"　の3種類だという。それぞれ次のように細分できるという。
- 半導体
  - 論理回路（ロジック）
  - 記憶回路（メモリー）
  - アナログ回路
  - ディスクリート
- 電子ディスプレー

（主に液晶デバイス、最近では有機ELデバイスも）。
- "一般電子部品"

"一般電子部品"という名のカテゴリーは、要は半導体でもディスプレーでもないものをすべて一緒くたにして分類しているだけであり、その種類はすさまじく多い。コンデンサー、プリント回路、コネクターなど以外にも各種センサ、インダクター、スイッチ、電源などがあり、書ききれないほど種類が多い。

## 歴史
1897年にJ.A.フレミングにより真空管が発明された。1906年には三極真空管（3極管）がふたりの人物により別々に発明され、その片方のリー・ド・フォレスト（Lee De Forest）はそれを用いて信号を増幅する装置を作った。
ウィリアム・エクルズとF・W・ジョーダンが2つの真空管を用いてフリップフロップ回路を作成し、1918年にその特許を取得。（フリップフロップは記憶回路として用いられるものであり、これは1943年にColossus暗号解読専用計算機に用いられた。）
トランジスタは、1947年にベル研究所のジョン・バーディーンとウォルター・ブラッテンが高純度のゲルマニウム単結晶にきわめて近づけて立てた2本の針の片方に電流を流すともう片方に大きな電流が流れるという現象を発見し、同研究所の固体物理学部門のリーダーだったウィリアム・ショックレーがこの現象を増幅に利用できると気づき、研究を行い、1948年6月30日に増幅素子の発明として3人の連名で発表した。（そして電子回路の部品には真空管の代わりにトランジスタが用いられることが増えてゆき、たとえば真空管アンプの代わりにトランジスタアンプが、真空管ラジオの代わりにトランジスタラジオが、真空管式コンピュータの代わりにトランジスタ式コンピュータが製造されるようになっていった。）
1958年にはジャック・キルビーが半導体基板に抵抗やトランジスタなど複数の回路素子を形成して電子回路を構成する集積回路（integrated circuit, IC）を発明し特許を取得。